# Anudi, Gauribidanur
Anudi là một làng thuộc tehsil Gauribidanur, huyện Kolar, bang Karnataka, Ấn Độ.